# Jean-Pierre Kern
Jean-Pierre Kern est un footballeur français né le 16 février 1953 à Strasbourg dans le Bas-Rhin. Il évolue au poste d'attaquant du début des années 1970 au milieu des années 1980.
Formé à l'AS Strasbourg, il joue notamment au Besançon RC, à l'AS Béziers et au Montpellier PSC.

## Biographie
Jean-Pierre Kern débute à 18 ans en équipe première de l'AS Strasbourg, club évoluant alors en  Division 3. Après une saison 1972-1973 où il inscrit douze buts, il rejoint le RC Strasbourg en tant qu'amateur. L'entraîneur Casimir Nowotarski le titularise lors de la première journée du championnat disputée sur le terrain du SC Bastia. Le match se termine sur un match nul sans buts. C'est sa seule apparition en équipe première, il dispute ensuite vingt rencontres avec l'équipe réserve pour cinq buts marqués.
Ailier ou avant-centre doté d'un bon tir des deux pieds, il rejoint en 1974 l'Entente Bagneaux Fontainebleau Nemours (EBFN) évoluant en Division 2. Après avoir inscrit quatorze buts avec le club, il signe son premier contrat professionnel en s'engageant avec le Besançon RC l'année suivante. En deux ans sous le maillot bisontin, il inscrit vingt-cinq buts puis, en 1977, rejoint pour quatre ans le FC Rouen. Il quitte cependant le club rouennais en octobre et signe alors avec le Red Star. Il ne reste que huit mois dans le club à la suite du dépôt de bilan en fin de saison.
En 1978, Jean-Pierre Kern signe à l'AS Béziers, toujours en division 2 et inscrit quinze buts en 32 matchs. Il ne reste qu'une saison et demi au sein du club biterrois et s'engage, en janvier 1980, au FC Sète, club de division 3. En 1981, il rejoint le Montpellier PSC qui vient de monter en division 1. Il dispute cinq saisons sous les couleurs montpelliéraines, terminant meilleur buteur du club avec quinze buts inscrits lors de la saison 1983-1984. Peu utilisé lors du championnat 1985-1986, il met fin à sa carrière professionnelle à la fin de la saison.

## Statistiques
Le tableau ci-dessous résume les statistiques en match officiel de Jean-Pierre Kern durant sa carrière de joueur professionnel,,.
| Saison                | Club                  | Championnat           | Championnat | Championnat | Coupe(s) nationale(s) | Coupe(s) nationale(s) | Total | Total |
| Saison                | Club                  | Division              | M.          | B.          | M.                    | B.                    | M.    | B.    |
| 1971-1972             | AS Strasbourg         | Division 3            | 2           | 0           | -                     | -                     | 2     | 0     |
| 1972-1973             | AS Strasbourg         | Division 3            | 28          | 12          | -                     | -                     | 28    | 12    |
| 1973-1974             | RC Strasbourg         | Division 1            | 1           | 0           | -                     | -                     | 1     | 0     |
| 1974-1975             | Entente BFN           | Division 2            | 29          | 14          | -                     | -                     | 29    | 14    |
| 1975-1976             | Besançon RC           | Division 2            | 31          | 14          | 1                     | 0                     | 32    | 14    |
| 1976-1977             | Besançon RC           | Division 2            | 29          | 11          | 1                     | 0                     | 30    | 11    |
| juil-oct 1977-1978    | FC Rouen              | Division 1            | 7           | 2           | -                     | -                     | 7     | 2     |
| oct-juin 1977-1978    | Red Star              | Division 2            | 24          | 14          | 3                     | 1                     | 27    | 15    |
| 1978-1979             | AS Béziers            | Division 2            | 32          | 15          | 1                     | 1                     | 33    | 16    |
| juil-jan 1979-1980    | AS Béziers            | Division 2            | 12          | 6           | -                     | -                     | 12    | 6     |
| jan-juin 1979-1980    | FC Sète               | Division 3            | 14          | 6           | -                     | -                     | 14    | 6     |
| 1980-1981             | FC Sète               | Division 3            | 26          | 13          | -                     | -                     | 26    | 13    |
| 1981-1982             | Montpellier PSC       | Division 1            | 22          | 4           | 1                     | 0                     | 23    | 4     |
| 1982-1983             | Montpellier PSC       | Division 2            | 21          | 5           | -                     | -                     | 21    | 5     |
| 1983-1984             | Montpellier PSC       | Division 2            | 32          | 15          | -                     | -                     | 32    | 15    |
| 1984-1985             | Montpellier PSC       | Division 2            | 19          | 7           | -                     | -                     | 19    | 7     |
| 1985-1986             | Montpellier PSC       | Division 2            | 8           | 0           | 1                     | 0                     | 9     | 0     |
| Total sur la carrière | Total sur la carrière | Total sur la carrière | 338         | 128         | 8                     | 2                     | 346   | 130   |